# María Alicia Lemme
María Alicia Lemme (Villa Mercedes, San Luis; 1965) es una arquitecta y política argentina, gobernadora de la provincia de San Luis (2001-2003), la primera gobernadora mujer de su provincia y la primera de una provincia desde el retorno a la democracia en la historia política de Argentina.
Fue diputada nacional (2003-2007), delegada de La Punta (2006-2007), vicegobernadora de San Luis (1999-2001), diputada provincial por PJ (1997-1999), intendenta de San Luis (2007-2011), intendenta de Juana Koslay (1991-1997) y delegada de Juana Koslay (1990-1991).

## Intendenta de la ciudad de Juana Koslay
Como electa Intendenta de la Ciudad de Juana Koslay (1991-1997) también siendo la primera mujer en ocupar el cargo en la mencionada localidad. Realizó varias obras de importancia como mejoramiento de los caminos y mantenimiento de los espacios públicos. Sus buenas relaciones y confianza con el gobernador Adolfo Rodríguez Saá permitieron la construcción del Monumento del Pueblo Puntano de la Independencia, construida con materiales autóctonos de la provincia, obras que marcó un antes y un después en la localidad de la ciudad de Juana Koslay concentrando todos los materiales históricos de la provincia.
Su buena labor en la ciudad de Juana Koslay le permitió la candidatura de Diputada provincial siendo por fin electa entre (1997-1999). 
En las elecciones de 10 de diciembre de 1999 integró la fórmula Adolfo-Lemme del Partido Justicialista, resultando vencedores y ocupando el cargo de Vicegobernadora (1999-2001). El 23 de diciembre de 2001, Adolfo Rodríguez Saá renuncia a la gobernación debido a la gran crisis económica que enfrentaba el país asumiendo como Presidente de la Nación Argentina, hecho que la marcó como la primera gobernadora de San Luis (2001-2003).

## Gobernación de la Provincia de San Luis
Fue notable en sus decisiones marcó obras de trascendencia, continuó con el proyecto del exgobernador Adolfo siendo una de sus más fieles colaboradoras. El 26 de marzo de 2002, la gobernadora Lemme reclamó ante la Corte Suprema de Justicia de la Nación (Argentina) para resolver una conciliación pacífica entre la Provincia de San Luis y el Gobierno Nacional en la devolución de 247 millones de dólares que la Nación le debe al Gobierno Puntano fallo que determinó la devolución de los fondos que legítimamente le corresponden a los puntanos, aunque el gobierno nacional aún no ha cumplido la sentencia.  Ejecutó durante su mandato la construcción de una importante autopista en la Ruta Provincial 20 uniendo la Ciudad de Juana Koslay con la La Toma. Antes de finalizar su mandato fundó la Ciudad de La Punta (2003).

## Intendencia de la Ciudad de la Punta
Fue su fundadora. Años más tarde fue delegada Normalizadora de la Ciudad de La Punta (2006-2007). en la cual integró la construcción, junto con el gobierno provincial, del Parque Astronómico, El Estadio Juan Gilberto Funes, Los Set de San Luis Cine.

## Intendencia de la Ciudad de San Luis
El 10 de diciembre de 2007 asume la Intendencia de la ciudad de San Luis (2007-2011). Triunfando frente al candidato del kirchnerismo, Alfonso Vergés. Durante su gestión se realizaron importantes obras como la construcción de barrios sobre todo en el sur de la capital puntana. Se refaccionó la Plaza Pringles y se cambiaron las luminarias del centro capitalino. Se inauguró la nueva Casa de Gobierno de San Luis en Terrazas del Portezuelo.